# National Football League 2013 (Irlanda)
La National Football League 2013, inizierà a febbraio 2013. Vi parteciperanno le rappresentative di 31 contee irlandesi (tutte tranne Kilkenny più Londra. La squadra campione uscente è Cork. Faranno parte della prima fascia, oltre a Cork, la finalista perdente dell'edizione precedente, oltreché finalista perdente all'All-Ireland Senior Football Championship 2012, Mayo, i campioni All-Ireland in carica di Donegal, più Kerry, Tyrone, Dublino, Down e Kildare. La prima partita sarà Donegal-Kildare e si terrà a Croke Park, sede anche della finale, il 3 febbraio 2013.

## Formato
Il campionato si divide in quattro fasce di merito da otto squadre. Ogni squadra gioca una sola volta contro ognuna delle altre della propria division. In base ai risultati si stila la classifica, che prevede due punti per la vittoria, 1 per il pari, 0 per la sconfitta. Le prime due squadre delle division 2,3 e 4 sono promosse alla division superiore, nella NFL dell'anno seguente, e disputano una finale per stabilire la vincitrice della division. Le ultime due delle division 1,2 e 3 sono retrocesse di una division. Le prime 4 della division 1 si sfidano in semifinali e conseguente finale per stabilire la vincitrice dell'edizione.

## Classifiche e risultati

### Division 1
Croke Park ha ospitato i due match inaugurali della stagione: Kildare-Donegal alle 17:00 e Cork-Dublino alle 19:00. Durante la serata si è tenuta una festa, con tanto di fuochi d'artificio, per celebrare il centenario dell'acquisizione, da parte della GAA dello stesso stadio.
  NFL Semifinale
  Retrocesse
| Team        | Pld | W | D | L | F     | A    | Diff | Pts |
| ----------- | --- | - | - | - | ----- | ---- | ---- | --- |
| Dublin (Q)  | 7   | 5 | 1 | 1 | 8–105 | 5–73 | 41   | 11  |
| Tyrone (Q)  | 7   | 5 | 0 | 2 | 6–87  | 4–75 | 18   | 10  |
| Kildare (Q) | 7   | 4 | 0 | 3 | 10–72 | 8–93 | -15  | 8   |
| Mayo (Q)    | 7   | 3 | 0 | 4 | 2–87  | 5–75 | 3    | 6   |
| Cork        | 7   | 3 | 0 | 4 | 6–73  | 4–85 | -6   | 6   |
| Kerry       | 7   | 3 | 0 | 4 | 2–65  | 7–70 | -20  | 6   |
| Donegal (R) | 7   | 2 | 1 | 4 | 3–78  | 4–74 | 1    | 5   |
| Down (R)    | 7   | 2 | 0 | 5 | 6–81  | 7–84 | -6   | 4   |

### Division 2
Promosse
  Retrocesse
| Team          | Pld | W | D | L | F    | A     | Diff | Pts |
| ------------- | --- | - | - | - | ---- | ----- | ---- | --- |
| Westmeath (P) | 6   | 5 | 1 | 0 | 8–71 | 4–70  | 13   | 11  |
| Derry         | 6   | 4 | 1 | 1 | 3–95 | 4–69  | 23   | 9   |
| Laois         | 6   | 3 | 1 | 2 | 5–80 | 5–66  | 14   | 7   |
| Galway        | 6   | 3 | 1 | 2 | 5–76 | 5–75  | 1    | 7   |
| Louth         | 6   | 2 | 1 | 3 | 8–73 | 6–81  | -2   | 5   |
| Wexford       | 6   | 2 | 1 | 3 | 7–66 | 11–73 | -19  | 5   |
| Armagh        | 6   | 1 | 2 | 3 | 8–68 | 6–82  | -8   | 4   |
| Longford (R)  | 6   | 0 | 0 | 6 | 7–44 | 10–57 | -22  | 0   |

### Division 3
Promosse
  Retrocesse
| Team         | Pld | W | D | L | F     | A     | Diff | Pts |
| ------------ | --- | - | - | - | ----- | ----- | ---- | --- |
| Monaghan (P) | 7   | 5 | 0 | 2 | 10-85 | 6–63  | 34   | 10  |
| Meath (P)    | 7   | 5 | 0 | 2 | 9-84  | 3–90  | 12   | 10  |
| Roscommon    | 7   | 4 | 1 | 2 | 7-69  | 3-73  | 8    | 9   |
| Fermanagh    | 7   | 4 | 1 | 2 | 5–93  | 7-69  | 18   | 9   |
| Cavan        | 7   | 3 | 1 | 3 | 6–77  | 9–77  | -9   | 7   |
| Sligo        | 7   | 2 | 1 | 4 | 7-69  | 4-91  | -13  | 5   |
| Antrim (R)   | 7   | 1 | 2 | 4 | 5–76  | 10–86 | -25  | 4   |
| Wicklow (R)  | 7   | 0 | 2 | 5 | 6–66  | 8–94  | -34  | 2   |

### Division 4
Kilkenny ha abbandonato la competizione.
  Promosse
| Team      | Pld | W | D | L | F    | A    | Diff | Pts |
| --------- | --- | - | - | - | ---- | ---- | ---- | --- |
| Limerick  | 6   | 5 | 0 | 1 | 1–59 | 2-55 | 1    | 10  |
| Tipperary | 6   | 4 | 0 | 2 | 5-80 | 4–63 | 20   | 8   |
| Clare     | 6   | 4 | 0 | 2 | 4-74 | 6–52 | 16   | 8   |
| Offaly    | 6   | 4 | 0 | 2 | 8–61 | 3–60 | 16   | 8   |
| Leitrim   | 6   | 2 | 0 | 4 | 6–69 | 6–68 | 1    | 4   |
| Waterford | 6   | 2 | 0 | 4 | 8–51 | 5–71 | -11  | 4   |
| Carlow    | 6   | 2 | 0 | 4 | 2–68 | 5–74 | -15  | 4   |
| London    | 6   | 1 | 0 | 5 | 4–52 | 7–71 | -28  | 2   |